# 22 أبريل
- السبت
- الأحد
- الاثنين
- الثلاثاء
- الأربعاء
- الخميس
- الجمعة

- 2929 رمضان 1446  هـ
- 301 شوال 1446  هـ
- 312 شوال 1446  هـ
- 13 شوال 1446  هـ
- 24 شوال 1446  هـ
- 35 شوال 1446  هـ
- 46 شوال 1446  هـ
- 57 شوال 1446  هـ
- 68 شوال 1446  هـ
- 79 شوال 1446  هـ
- 810 شوال 1446  هـ
- 911 شوال 1446  هـ
- 1012 شوال 1446  هـ
- 1113 شوال 1446  هـ
- 1214 شوال 1446  هـ
- 1315 شوال 1446  هـ
- 1416 شوال 1446  هـ
- 1517 شوال 1446  هـ
- 1618 شوال 1446  هـ
- 1719 شوال 1446  هـ
- 1820 شوال 1446  هـ
- 1921 شوال 1446  هـ
- 2022 شوال 1446  هـ
- 2123 شوال 1446  هـ
- 2224 شوال 1446  هـ
- 2325 شوال 1446  هـ
- 2426 شوال 1446  هـ
- 2527 شوال 1446  هـ
- 2628 شوال 1446  هـ
- 2729 شوال 1446  هـ
- 2830 شوال 1446  هـ
- 291 ذو القعدة 1446  هـ
- 302 ذو القعدة 1446  هـ
- 13 ذو القعدة 1446  هـ
- 24 ذو القعدة 1446  هـ

22 أبريل أو 22 نيسان أو يوم 22 \ 4 (اليوم الثاني والعشرون من الشهر الرابع) هو اليوم الثاني عشر بعد المئة (112) من السنة البسيطة، أو اليوم الثالث عشر بعد المئة (113) من السنوات الكبيسة وفقًا للتقويم الميلادي الغربي (الغريغوري). يبقى بعده 253 يوما لانتهاء السنة.

## أحداث
- 571 - ولادة الرسول محمد بن عبد الله.
- 1500 - اكتشاف البرازيل عن طريق الصدفة عن طريق البحار البرتغالي بيدرو ألفاريز كابرال والتي ضمها باسم مملكة البرتغال.
- 1870 - حكومة طوكيو تعطي تصريحًا إلى مخترعي الريكشا ببنائها وبيعها.
- 1898 - إصدار أول جريدة كردية موسومة باسم صحيفة كردستان في القاهرة، فأصبح هذا اليوم يوم الصحافة الكردية.
- 1901 - نشر طريقة بريل اليابانية.
- 1906 - افتتاح دورة الألعاب الصيفية لعام 1906 في أثينا، وهي دورة لا تعترف بها اللجنة الأولمبية الدولية حاليًا.
- 1911 - بدء صدور جريدة برافدا في مدينة سانت بطرسبرغ.
- 1926 - التوقيع على معاهدة أمن متبادلة بين إيران وتركيا وأفغانستان.
- 1945 - قوات الحلفاء تستولي على بولونيا في إيطاليا خلال الحرب العالمية الثانية.
- 1948 - عصابة هاجاناه الصهيونية تستولي على مدينة حيفا الفلسطينية بعد مذابح مروعة.
- 1952 - إيران تحتج لدى المملكة المتحدة على تدخلها في شئون البحرين، وذلك لأن إيران تعتبر البحرين أرض إيرانية.
- 1955 - اغتيال معاون رئيس الأركان العامة السورية العقيد الركن عدنان المالكي، في الملعب البلدي بدمشق خلال مباراة لكرة القدم كان يرعاها.
- 1984 - المملكة المتحدة تطرد موظفي السفارة الليبية في لندن بعد مقتل شرطية بريطانية كانت تحرس المتظاهرين أثناء مظاهرة ضد الزعيم معمر القذافي.
- 2004 - اصطدام قطارين محملين بالوقود في كوريا الشمالية يسفر عن 3000 قتيل وجريح.
- 2008 - رئيس مجلس النواب اللبناني نبيه بري بعد تأجيل الجلسة الثامنة عشر لانتخاب رئيس الجمهورية يعلن إنه لن يدعي لجلسات انتخابية أخرى إلا بعد انعقاد حوار بين الفرقاء اللبنانيين حيث يتم التوصل إلى اتفاق حول نسب المشاركة بالحكومة وإطار قانون الانتخاب.
- 2009 - الناخبون في جنوب أفريقيا يدلون بأصواتهم في الانتخابات العامة الرابعة منذ انتهاء سياسة الفصل العنصري.
- 2010 -
  - انفجار صاروخ بالقرب من مدينة العقبة جنوب الأردن يؤدي إلى وقوع أضرار في مستودع للتبريد دون وقوع أي ضحايا، وهو صاروخ من اثنين أُطلقا في الفجر وسقطا فوق الأراضي الأردنية فيما سقط الآخر في البحر الأحمر، وقد نفت مصر والأردن انطلاق الصاروخين من أراضيهما، وتحليلات عسكرية تشير إلى أن الصاروخين كانا يستهدفان ميناء إيلات الإسرائيلي.
  - الرئيس الأرميني سيرج سركيسيان يعلن عن تجميد المصادقة على اتفاقيات تهدف لتطبيع العلاقات مع تركيا التي عكرتها على مدى عقود اتهامات للأتراك بارتكاب مذابح ضد الأرمن خلال الحرب العالمية الأولى وكذلك بسبب النزاع حول إقليم ناغورني كاراباخ، وذلك لأن تركيا ترفض تنفيذ مطلب التصديق على الاتفاقية بدون شروط مسبقة، ويقول إن بلاده مستعدة للسير في المصادقة على الاتفاقيات في حال توفر الجو المناسب في تركيا.
- 2012 - مرشح الحزب الاشتراكي الفرنسي فرانسوا أولاند يحل أولًا في نتيجة الجولة الأولى من الانتخابات الرئاسية وذلك بعد حصوله على 28.4% من نسبة المقترعين، ويتقدم على الرئيس المنتهية ولايته نيكولا ساركوزي الذي حلّ ثانيًا بعد حصوله على 25.5% من نسبة المقترعين، بينما حلت مرشحة الجبهة الوطنية مارين لوبان ثالثة بعد حصولها على 20% من نسبة المقترعين.
- 2019 - فوز الممثل الأوكراني فولوديمير زيلينكسي في الانتخابات الرئاسية الأوكرانية بنسبة 73% من إجمالي الأصوات.
- 2021 - نجاح تجربة ناسا لإنتاج الأكسجين على المريخ من ثاني أكسيد الكربون الموجود في الغلاف الجوي للكوكب.
- 2025 - مقتل ما لا يقل عن 28 شخصًا وإصابة أكثر من 20 آخرين في هجوم مسلح على مجموعة من السياح في وادي بيساران بمنطقة جامو وكشمير.

## مواليد
- 571 - محمد بن عبد الله، نبي الإسلام.
- 1168 - أبو بكر بن قسوم، شاعر وناثر عربي وزاهد أندلسي.
- 1451 - إيزابيلا الأولى، ملكة قشتالة وليون وصقلية.
- 1658 - جوزيبي توريلي، موسيقي إيطالي.
- 1707 - هنري فيلدنغ، روائي إنجليزي.
- 1724 - إيمانويل كانت، فيلسوف ألماني.
- 1797 - جان ليونار ماري بوازوي، طبيب وعالم فيزياء وظائف الأعضاء فرنسي.
- 1854 - هنري لافونتين، سياسي بلجيكي حاصل على جائزة نوبل للسلام عام 1913.
- 1870 - فلاديمير لينين، زعيم سوفييتي.
- 1876 - روبرت باراني، طبيب مجري حاصل على جائزة نوبل في الطب عام 1914.
- 1900 - عباس فارس، ممثل مصري.
- 1904 - روبرت أوبنهايمر، عالم فيزياء أمريكي.
- 1909 - ريتا ليفي مونتالشيني، طبيبة إيطالية حاصلة على جائزة نوبل في الطب عام 1986.
- 1916 - يهودي مينوهين، عازف كمان أمريكي.
- 1919 - دونالد كرام، عالم كيمياء أمريكي حاصل على جائزة نوبل في الكيمياء عام 1987.
- 1924 - نام دوك-وو، سياسي كوري جنوبي.
- 1937 - جاك نيكلسون، ممثل أمريكي.
- 1941 - حسام تحسين بيك، ممثل سوري.
- 1950 - طارق التلمساني، مدير تصوير وممثل مصري.
- 1952 - فيصل الفايز، سياسي أردني.
- 1954 - جوجي ناكاتا، ممثل أداء صوتي ياباني.
- 1957 - دونالد توسك، رئيس وزراء بولندا.
- 1962 - رجاء بلمليح، مغنية مغربية.
- 1965 -
  - سماح أنور، ممثلة مصرية.
  - خالد عبد الرحمن، مغني سعودي.
- 1969 - ديون دبلن، لاعب كرة قدم إنجليزي.
- 1973 - كريستوفر سابات، ممثل أداء صوتي أمريكي.
- 1974 - هند محمد، ممثلة سعودية.
- 1976 - ميهال تشيفلاكوف، لاعب كرة قدم بولندي.
- 1977 - مارك فان بوميل، لاعب كرة قدم هولندي.
- 1979 - زولتان غيرا، لاعب كرة قدم هنغاري.
- 1980 - نيكولاس دوشيز، لاعب كرة قدم فرنسي.
- 1982 - كاكا، لاعب كرة قدم برازيلي.
- 1986 -
  - ساندي، مغنية مصرية.
  - آمبر هيرد، ممثلة أمريكية.
- 1987 - ميكيل جون أوبي، لاعب كرة قدم نيجيري.

## وفيات
- 1872 - مهدي كاشف الغطاء، فقيه شيعي وشاعر عراقي.
- 1908 - هنري كامبل بانرمان، رئيس وزراء المملكة المتحدة.
- 1936 - إسماعيل كمالي، مؤرخ ليبي.
- 1955 - عدنان المالكي، عسكري سوري.
- 1961 - جوانا كانن، روائية بريطانية.
- 1981 - فرخ الخراساني، شاعر إيراني.
- 1994 - ريتشارد نيكسون، رئيس الولايات المتحدة السابع والثلاثون.
- 2010 -
  - فيحان العربيد، ممثل كويتي.
  - فيكتور نورينبيرغ، لاعب كرة قدم لوكسمبورغي.
- 2011 - تشونغ ساي هو، لاعب كرة قدم هونغ كونغي.
- 2018 - وئام الدحماني، مذيعة وممثلة ومغنية مغربية.
- 2021 - مروان عادل حمزة، شاعر عراقي.
- 2023 - محمد قنوع، ممثل مسرح وتلفزيون سوري.

## أعياد ومناسبات
- يوم الأرض.
- يوم الاكتشاف في البرازيل.

## وصلات خارجية
- وكالة الأنباء القطريَّة: حدث في مثل هذا اليوم.
- النيويورك تايمز: حدث في مثل هذا اليوم.
- BBC: حدث في مثل هذا اليوم.